# Образование в България

## Образованието в първата българска държава
Развитието на образованието в България е тясно свързано със създаването на славянобългарска държава (681). Първоначално държавното управление използва гръцката писменост. Това пречи за създаването на самостоятелна славянобългарска култура, не допринася за сплотяването на славяните и прабългарите. Делото на Кирил и Методий пресича опитите на гръцкото духовенство и на католическата пропаганда да влияят върху държавното управление чрез образованието на младото поколение. Благодарение на славянската писменост се създават условия за по-нататъшното политическо и културно развитие на българския народ. Възникнало от необходимостта да се затвърди българската държава, да се защитят нейните интереси, още в своето начало образованието придобива демократичен характер. Реализира се идеята на Кирил Философ, че всеки народ има право да чете и да пише на своя роден език. Докато на Запад за задоволяване на образователните нужди се използва латинският език, в България се разгръща широка дейност за развитието на самобитно българско образование, за просвета на роден език и за създаването на старобългарска книжнина. Учениците на Кирил и Методий първи организират просветното дело в България. Средища на просветна дейност през IX – X век стават Охридската книжовна школа и Преславската книжовна школа. В борба срещу чуждите влияния, особено след разпространяване на християнството, Климент Охридски полага усилия образованието да проникне сред народа, да спомогне за издигане на неговото културно равнище. Разцветът на книжнината при цар Симеон (893 – 927) и нарасналите материални възможности на болярството допринасят за разширяване на просветните традиции. Преславската книжовна школа съдейства за развитието на старобългарската книжнина. Особено внимание се обръща на българския език, на неговата изразителна сила.
При упадъка на българската феодална държава отделни младежи получават твърде елементарно образование, главно в църковните и в манастирските училища. В резултат от появата на богомилството се увеличава книжовното богатство на средновековна България. По време на византийското владичество над българските земи (1018 – 1186) развитието на просветата в българските земи е сериозно затруднено. Въпреки враждебното отношение на византийската светска и църковна власт остават да съществуват отделни центрове на просветен живот, в които се обучават българи. В Рилския и в Бачковския манастир се създава и разпространява българска книжнина, поддържа се българския дух.

## Образованието във втората българска държава
По време на Втората българска държава (1186 – 1396) големи просветни центрове са Килифаревската книжовна школа и Търновската книжовна школа, които се очертават като висши училища в изучаване на богословие и философия. В тях се подготвят книжовниците Киприан, Григорий Цамблак и други. Забележителна е реформаторската дейност на Константин Костенечки, който се застъпва за звучната метода при обучението, за даването на нов материал тогава, когато децата добре са усвоили стария, и други. Голямата роля на църквата и господството на християнския светоглед определят религиозния характер на просветата и образованието в средновековна България.

## Образованието в българските земи под османско владичество
Османското владичество на българските земи (1396 – 1878) спира за дълъг период икономическото, културното и политическото развитие на българския народ. Единствени просветни огнища са килийните училища към манастирите и църквите, в които се запазва предаваната по традиция жажда за знания. Създадени и издържани от народа, те задоволяват отчасти нуждата от образование, спомагат за запазване на българския народностен дух, съхраняват книжовното наследство. През XVI – XVII век голяма роля за обогатяване на българската книжнина изиграват Софийската книжовна школа и Етрополската книжовна школа. Нарасналото национално съзнание през Възраждането дава тласък за развитието на националната култура; възниква необходимостта от светско образование. Идеята за просвета, подета от Паисий Хилендарски, се развива и реализира от Софроний Врачански, Неофит Рилски, Петър Берон, Васил Априлов, Неофит Хилендарски – Бозвели, Емануил Васкидович и други възрожденски дейци.
Известно влияние върху образованието оказват проникналите от Гърция възрожденски идеи. Създават се елино-гречески училища и елино-български училища. Прокарваното чрез тях гръцкото влияние среща съпротива у възраждащия се български народ, който създава свои чисто български светски училища. Първото новобългарско светско училище е Габровското взаимно училище (1835). По негов пример се откриват много взаимни училища (мъжки и девически). Новите просветни тенденции на епохата намират място в съставения от Петър Берон първи български светски учебник „Буквар с различни поучения, събрани от Петра х. Беровича за българските училища", наречен „Рибен буквар" (1824). През 30-те и 40-те години на 19 век се създава богата учебна и педагогическа книжнина. Българското възрожденско училище се развива под силно руско влияние – учебниците се съставят по образец на руски учебници, учителите са главно руски възпитаници. След Кримската война (1853 – 1856) образованието и педагогическата мисъл в България навлизат в нов етап на развитие – наред с руското влияние прониква и западно влияние, откриват се първите девически класни училища, преминава се към класно-урочната организация на обучение, прилага се звучната метода, откриват се първите професионални училища и неделни училища. До началото на 70-те години на 19 век броят на училищата достига 1600, 3 гимназии и други. Важна роля за създаване на единно ръководство на училищата играят учителските събори, организирани от българските общини. В училищата проникват и се разпространяват революционно-освободителни идеи, много учители участват активно в национално-освободителната борба. Характерно за образованието през периода на османското владичество е, че народът сам се грижи за откриване, управление и издръжка на своите училища, води борба срещу посегателствата върху тях.

## Образованието в третата българска държава

### Период 1878 – 1944 г.
След Освобождението (1878) се създават по-добри условия за развитие на образованието. Оформилите се две политически групировки – консерватори и либерали, имат различно отношение към образованието. Консерваторите, като представители на едрите собственици, вземат мерки за откриването на повече професионални училища за задоволяване на нуждите от квалифицирани работници и за ограничаване на просветата на народните маси; либералите, които защитават интересите на дребните собственици, са за задължително и безплатно образование. В периода на Временното руско управление образованието се развива под влияние на славянофилските идеи. То се утвърждава не само като задължително и безплатно, но и като светско, с научен характер. Учебното дело се реформира в духа на демократичните възрожденски традиции. Съгласно Привременния устав за народните училища (1878) се създават 3 степени училища: първоначални (3-годишен срок на обучение, над тях се изграждат другите 2 степени), средни (2 години) и главни (4 години). Въвежда се задължително образование за двата пола. За по-високо общо образование се откриват реални и класически училища. Със Закона за материалното поддържане и учебното преустройство на училищата (1880) се утвърждават демократичните начала, залегнали във временните наредби на Марин Дринов по народното просвещение (обучението в първоначалното училище продължава 4 години и е безплатно и задължително, над първоначалното училище се откриват трикласни училища и гимназии с долен – 3-годишен курс, и горен – 4-годишен курс, училищата се издържат от общините). Със Закона за обществените и частните училища (1884) за пръв път се прокарва идеята за професионална подготовка на учениците – предвижда се някои общообразователни предмети да се изучават с оглед нуждите на земеделието и занаятите. След Съединението (1885) в стремежа да укрепи позициите си едрата буржоазия занемарява развитието на задължителното начално образование за сметка на средното образование, което подготвя интелигенция за държавния апарат. Откриват се много чужди училища, чрез които се засилва западното (главно немското) влияние. По почин на Иван Шишманов на 1 октомври 1888 г. при Софийската държавна класическа гимназия се открива Висш педагогически курс – поставя се началото на висшето образование. През 1891 г. излиза Закон за народното просвещение, с който образователната система се централизира, управлението и надзорът на всички учебни заведения се предоставят на Министерството на народното просвещение, предвижда се откриването на професионални училища (педагогически, търговски, индустриални и духовни). Със закона от 1909 г. се оформя структурата на образователната система, която се запазва с незначителни изменения в продължение на няколко десетилетия. Съгласно закона долният курс на гимназията се преустройва в прогимназия с 3-годишен курс на обучение и служи като продължение на началните училища и основа на средните. Задължителното образование става от 7 до 14-годишна възраст, но фактически се прилага само за децата в началното училище. Курсът на гимназията става 5-годишен. Създават се класически гимназии, полукласически гимназии и реални гимназии. Предвижда се откриването на технически училища. Значителни нововъведения в образователната система се правят със Закона за народното просвещение (1921) на Стоян Омарчевски. Утвърждава се задължително основно образование (началното училище и прогимназията), дава се практическа насока на училищната система (проличава в новите програми на основните и средните училища и в създаването на професионални училища), гимназията се разделя на 2 курса – долен (3-годишен, общообразователен – реални училища) и горен (2-годишен, общообразователен или специален – гимназии, педагогически и специални училища). През периода след Деветоюнския преврат през 1923 г. се променят организацията и съдържанието на образованието. Преминаването от основно към средно образование става чрез приемен изпит. Приемен изпит се въвежда и за завършилите непълните гимназии при преминаването им в реални гимназии. Много средни училища се превръщат в полукласически и класически гимназии. Откриват се училища за „даровити" деца, които подготвят бъдещи ръководители в държавния апарат. Религията става задължителен учебен предмет и в гимназиите. Ръководството на училищата се поставя в ръцете на кметовете като политически лица.

### Период 1944 – 1989 г.
След Деветосептемврийския преврат (1944) се извършва основно преустройство в образованието чрез Закона за народната просвета (1948). Като общ закон с него се уреждат въпроси на предучилищното възпитание, на основното, средното образование и средното специално образование. Осъществява се всеобщо задължително и безплатно основно образование. За неограмотените възрастни лица се организират курсове. Закриват се чуждите училища. С премахването на някои учебни предмети като вероучение, етика и други, се създава възможност курсът на образованието да се намали от 12 на 11 години. Въвежда се задължителното изучаване на руски език. Създава се единна образователна система. Премахват се ограниченията при преминаване от една училищна степен в друга. Образованието придобива напълно светски характер. Забранява се намесата на църквата в училището, учебното съдържание запознава учащите се с обществените отношения и с перспективите в тяхното развитие. От образованието се ползват на равни начала мъжете и жените независимо от тяхната национална принадлежност.
По-нататък, за изграждане на образование на социална основа, свързано и със задачи по изпълнението на икономически планове, важна роля изиграва приетият през 1959 г. Закон за по-тясна връзка на училището с живота и за по-нататъшното развитие на образованието в НРБ. Задължителното образование се увеличава от 7 на 8 години. Общото образование се свързва с политехническа подготовка на младото поколение и с получаването на определено професионално ориентиране. Политехническото образование се осъществява чрез учебните предмети, които разкриват естественонаучните основи на производството (математика, физика, химия, биология). Учениците получават знания за селското стопанство, машиностроенето, електротехниката, отглеждането на растения и животни и други, дават им се експериментални и конструкторски задачи. В училищата се организират кръжоци, провеждат се прегледи за техническото изобретателство на младежта. Особено важно е учениците да получават знания и опит за целия цикъл на производството – планиране, мерки за повишаване производителността на труда, максимално използване на производствените мощности, осъществяване на икономии, поддържане на работното място и други, за да могат по-късно да решават творчески възникналите пред тях задачи.
За подготовката на квалифицирани работници се откриват професионално-технически училища и средни професионално-технически училища. На завършилите се дава възможност да продължат образованието си във висшите учебни заведения. За подготовката на средни ръководни кадри се откриват техникуми. Широко се застъпват вечерното обучение и задочното обучение без откъсване от производството.
С постановление на МС от 1972 г. се утвърждава моделът на единното средно политехническо училище с 10-годишен курс на обучение, от които 3 години се определят за началния курс. Обучението започва на 7-годишна възраст и обхваща всички младежи и девойки до 17 години. За да се преодолее ранната професионализация, се набелязва постепенно сливане на двата исторически обособени клона на образованието – общо образование и професионално образование. Съобразно с обществените потребности и без да се пренебрегват способностите и стремежите на младото поколение, в обучението се внася известно диференциране в следните направления: природо-математическо, трудово-политехническо, хуманитарно, идеологическо, физическо възпитание и военно-техническо. Вземат се мерки и за укрепване на професионално-техническите и средните професионално-технически училища, откриват се школи, курсове и други форми за професионална подготовка. Полувисшите и висшите учебни заведения се изграждат над задължителното средно образование. Важна особеност в съдържанието на образованието е въвеждането не само на единна задължителна общообразователна и политехническа подготовка (I-VII клас), но и задължително избираема и свободно избираема подготовка (VIII-X клас). Задължително избираемата подготовка обхваща учебни предмети от няколко области. Учениците изучават избраните от тях предмети в 2 направления – общообразователно и трудово-политехническо. За тези, които не показват възможности за успешно обучение в двете направления, се допуска да получат професионално-политехническа подготовка в рамките на часовете, предвидени за задължително избираемата подготовка. Свободно избираемата подготовка включва широк кръг от дисциплини и способства за развитието на разнообразни научни, професионални и естетически интереси и способности на учениците, като същевременно стимулира проявата на таланти. За учениците от II до VII клас се предвижда да изучават факултативно чужд език, а за учениците от VIII до X клас се въвеждат за факултативно изучаване дисциплини, които отразяват съвременните постижения в науката, техниката и изкуството (математическа логика, биохимия, биофизика, основи на кибернетиката, елементи на автоматиката, социология, трудова психология, промишлена естетика, теория и история на литературата, музика, изобразително изкуство, изкуствознание, киноестетика и други). По този начин образователната система открива широки възможности за развиване на дарбите и способностите на учениците, за създаването на определени перспективи в професионалната им подготовка на съвременно равнище.
През юли 1979 г. на пленума на ЦК на БКП се приемат Тезиси за развитието на образователната система в Народна република България, които предвиждат изменения в образованието в рамките на единното политехническо училище. Предвижда се обучението да започва от 6-годишна възраст и да продължи до XII клас. Образованието в единното политехническо училище се разделя на 3 степени. За да получат средно образование, учениците трябва да преминат задължително през тях. Първа степен е с продължителност 10 години и цели да осигури широка общообразователна подготовка. Основното учебно съдържание в тази степен се формира от природо-математическите и хуманитарните дисциплини. Продължителността на втора и трета степен е до 2 години в зависимост от изискванията на подготовката в даденото професионално направление при единен задължителен норматив за общообразователно и политехническо обучение. Организационна форма за обучение и трудова реализация на учащите се в тези степени е учебно-професионалният комплекс. Във втора степен учащите се избират и овладяват основите на професия с широк политехнически профил, постепенно и последователно навлизат и реално участват в трудово-професионалната дейност. Учебното съдържание обединява знанията, уменията и навиците в сравнително голяма група сродни професии. Продължава и общообразователната подготовка. Срокът на обучението е от една до 1,5 години. В трета степен се извършва непосредствено овладяване на конкретната специалност в условията на производството. След завършването на тази степен се издава диплома за завършено средно образование и професионална правоспособност.
Висшето образование също се дели на 3 степени; в първата се получава фундаментална подготовка, във втората – специална подготовка, a третата степен е предвидена за практическа подготовка. Срокът на обучение е от 4 до 6 години. Специалистът завършва обучението си и получава диплома в края на третата степен.

### След 1989 г.

#### Начално, основно и средно образование
В Република България училищното обучение до 16-годишна възраст е задължително. Процесът на обучение е организиран по следния начин:
| Степен и етапи на образование                                   | Възраст (години) | Класове    | Вид на училището                     | Код по МСКО/ISCED              |
| Начално (Начален етап на основната образователна степен)        | 7 – 10,11        | I – IV     | Начално училище                      | МСКО 1/ISCED 1                 |
| Основно (Прогимназиален етап на основната образователна степен) | 10,11 – 13,14    | V – VII    | Основно училище                      | МСКО 2А или 2С/ISCED 2А или 2С |
| Средно                                                          | 14,15 – 18       | VIII – XII | Средно училище, профилирана гимназия | МСКО 3А,/ISCED 3А              |
| Средно специално                                                | 15 – 20          | IX – XII   | Професионална гимназия (техникум)    | МСКО 3С /ISCED 3С              |

#### Висше образование
Висшето образование не е задължително, провежда се в акредитирани висши училища – университети, колежи, специализирани висши училища (СВУ) и научни организации, като е организирано по следния начин:
| Образователна степен    | Срок на обучение минимум | Училища                                    |
| Професионален бакалавър | 3 години | Колеж                                      |
| Бакалавър               | 4 години | Университет, колеж, СВУ                    |
| Магистър                | 5 години след средно образование (право, международни отношения) 2 години след професионален бакалавър 1 година след бакалавър | Университет, СВУ                           |
| Доктор                  | 3 години след магистър | Университет, научна организация (БАН), СВУ |

Висшите училища могат да провеждат следдипломно обучение (след завършено средно образование) на специализанти, като те не придобиват по-висока образователна степен или нова специалност. Професионалното образование след завършено средно образование се провежда от професионални колежи.

#### Качество и оценки на българската образователна система
През 2000 година е отбелязан драстичен спад в качеството на образованието в България. За хуманитарни специалности балът е паднал от 30 на 15,7, при икономическите – от 24 на 15,13. За едно място са се борили средно едва по 1,89 души. Въпреки че елит от български ученици успява да блести в световен мащаб според изследване PIRLS 2001 „разликата между максималния и минималния бал на прием в повечето вузове е прекалено голям“.
До 2008 г. тенденцията се запазва: „Корупцията в университетите в страните от Източна Европа и Централна Азия расте и застрашава качеството на висшето образование“. През 2009 г. се посочва първият официален случай на корупция в Университета за национално и световно стопанство.
На фона на съревнованието в образованието в глобален мащаб – в света има повече от 17 000 институции в сферата на висшето образование, от които около 4000 са в САЩ, а над 1200 са в Япония – някои наблюдатели изразяват опасения за конкурентоспособността на българските висши училища.
През 2020 г. с най-голям дял студенти в образователно-квалификационна степен магистър са специалностите в Здравеопазването с 29%, следвани от специалност Бизнес администрация с 15% и Право с 11% от учащите.

#### Езици
По данни на Евростат от 2014, 82,8% от учениците в начален курс в България изучават чужд език. От тях 81,5% учат един език, а 1,3% два или повече. Най-популярен е английският, който изучават 73,9% от децата, следван от руския с 5,9%.
В основното образование в България 87,2% от учениците изучават английски; 17,9% – руски; 6,8% – немски; 2,7% – френски; 1,5% – испански; 0,4% – италиански.

### Степен на завършено образование на населението в България
| Година | Висше      | Висше | Висше | Полувисше и средно | Полувисше и средно | Полувисше и средно | Основно    | Основно | Основно | Под основно | Под основно | Под основно |
| Година | В страната | Мъже  | Жени  | В страната         | Мъже               | Жени               | В страната | Мъже    | Жени    | В страната  | Мъже        | Жени        |
| 1946   | 0.9        | 1.5   | 0.4   | 4.6                | 5.3                | 3.9                | 18.7       | 22.7    | 14.8    | 75.7        | 70.5        | 80.9        |
| 1965   | 2.4        | 3.4   | 1.4   | 12.3               | 12                 | 12.6               | 32         | 36.4    | 27.7    | 53.3        | 48.2        | 58.3        |
| 1975   | 4.1        | 5.2   | 3     | 20.8               | 19.9               | 21.7               | 34.2       | 38.2    | 30.3    | 40.9        | 36.8        | 45          |
| 1985   | 6.2        | 7.1   | 5.3   | 30.2               | 29.9               | 30.5               | 32.2       | 34.8    | 29.6    | 31.4        | 28.1        | 34.6        |
| 1992   | 7.9        | 8.6   | 7.3   | 37                 | 37.1               | 37                 | 30.4       | 32.1    | 28.8    | 24.5        | 22.1        | 26.9        |
| 2001   | 9.6        | 9.2   | 10    | 42.3               | 43.4               | 41.3               | 27.4       | 28.6    | 26.4    | 20.1        | 18.2        | 21.8        |

## Финансиране на публичното образование в Р. България
Образователната система в България основно се финансира от държавния бюджет. Съгласно чл.281 от ЗПУО средствата от държавния бюджет се планират ежегодно в размер не по-нисък като сума и като процент от БВП спрямо заложеното за предходната година, като по данни на Министерство на образованието и науката (МОН) за 2020 г. абсолютния размер на разходите и достигнал 4,813 млрд. лв, или 3,8% от БВП за съответната година, което е с 2 процентни пункта над стойността за 2017 година. Източниците на финансиране на образователната система условно могат да бъдат разделени на четири групи: средства от държавен бюджет, средства от бюджетите на общините, европейски фондове и програми и други източници. Средствата от държавния бюджет за финансиране на дейностите, които са обект на държавната политика в областта на предучилищното и училищното образование се групират в 4 стълба:
Разпределението на средствата за издръжка на дейностите по възпитание и обучение от държавния бюджет по бюджетите на ПРБ –първо ниво на разпределение се извършва по обективни и измерими показатели, а именно :
◆ броят на децата и учениците;
◆ броят на групите и паралелките;
◆ вида и броя на образователните институции;
◆ стандарт за дете и ученик;
◆ стандарт за група и паралелка;
◆ стандарт за образователна институция.
Размерите на стандартите се определят ежегодно с решение на МС, а броят на децата и учениците, групите и паралелките и институциите се определят съгласно данните в Националната електронна информационна система за предучилищното и училищно образование (НЕИСПУO) към 01.01 на съответната година. Този модел на разпределение се използва от началото на 2018 г. като броят на децата и учениците не е единствен компонент, включени са още два основни компонента на базата, на които се определят средствата от ДБ по бюджетите на ПРБ:
◆ компонент за  институция - предоставя се на брой институции към всеки ПРБ;
◆ компонент група/паралелка - предоставя се за броя групи или паралелки в институциите към даден ПРБ;
С допълването на компонентите се намалява ефекта на концентриране на бюджетни средства в големите училища и детски градини, тъй като компоненти „институция“ и „брой групи/паралелки“  не зависят от броя на учениците в тях. Въведен е допълнителен регионален коефициент с който се допълватопределените средства по стандарти на ниво ПРБ. Целта на регионалния коефициент е да бъдат отразени географските и демографските характеристики на общината и региона, в който се намира образователната институция, водещи до различия в разходите, необходими за осигуряване на равен достъп до образование. Допълнителния компунента на регионалния коефициент е разработен при 8 регионални групи на общините, като регионалния коефициент е в диапазона от 0 до 12% върху средствата по стандарти.